# Amstel Gold Race 2000
De 35ste editie van de Amstel Gold Race vond plaats op 22 april 2000. Het parcours, met start en finish in Maastricht, had een lengte van 257 kilometer. Aan de start stonden 191 renners, van wie 106 de finish bereikten.

## Uitslag
| rang | renner               | land        | tijd       |
| ---- | -------------------- | ----------- | ---------- |
| 1    | Erik Zabel           | Duitsland   | 6u 13' 37" |
| 2    | Michael Boogerd      | Nederland   | z.t.       |
| 3    | Markus Zberg         | Zwitserland | z.t.       |
| 4    | Romāns Vainšteins    | Letland     | z.t.       |
| 5    | Hendrik Van Dijck    | België      | z.t.       |
| 6    | Laurent Dufaux       | Zwitserland | z.t.       |
| 7    | Peter Van Petegem    | België      | z.t.       |
| 8    | Zbigniew Spruch      | Polen       | z.t.       |
| 9    | Óscar Freire         | Spanje      | z.t.       |
| 10   | Francesco Casagrande | Italië      | z.t.       |

1966 · 1967 · 1968 · 1969 · 1970 · 1971 · 1972 · 1973 · 1974 · 1975 · 1976 · 1977 · 1978 · 1979 · 1980 · 1981 · 1982 · 1983 · 1984 · 1985 · 1986 · 1987 · 1988 · 1989 · 1990 · 1991 · 1992 · 1993 · 1994 · 1995 · 1996 · 1997 · 1998 · 1999 · 2000 · 2001 · 2002 · 2003 · 2004 · 2005 · 2006 · 2007 · 2008 · 2009 · 2010 · 2011 · 2012 · 2013 · 2014 · 2015 · 2016 · 2017 · 2018 · 2019 · 2020 · 2021 · 2022 · 2023 · 2024

Lijst van beklimmingen